# Sân vận động Thành phố Manchester
Sân vận động Thành phố Manchester (tiếng Anh: City of Manchester Stadium; thường được viết tắt là CoMS), còn được gọi là Sân vận động Etihad vì lý do tài trợ, là một sân vận động ở Manchester, Anh. Đây là sân nhà của Manchester City F.C., với sức chứa bóng đá cho các trận đấu trong nước là 55.017 chỗ ngồi, khiến sân trở thành sân vận động lớn thứ sáu ở Premier League và lớn thứ mười ở Vương quốc Anh.
Được xây dựng để tổ chức Đại hội Thể thao Khối Thịnh vượng chung 2002, sân vận động kể từ đó đã tổ chức trận chung kết Cúp UEFA 2008, các trận đấu quốc tế của đội tuyển bóng đá quốc gia Anh, các trận đấu rugby league, trận đấu tranh đai vô địch quyền Anh thế giới, trận đấu cuối cùng của đội tuyển rugby union quốc gia Anh trong Giải vô địch bóng bầu dục thế giới 2015 và các buổi hòa nhạc mùa hè trong thời gian mùa giải bóng đá tạm nghỉ.
Sân vận động ban đầu được đề xuất là một nhà thi đấu điền kinh trong cuộc đấu thầu của Manchester cho Thế vận hội Mùa hè 2000, đã được chuyển đổi sau Đại hội Thể thao Khối Thịnh vượng chung 2002 từ một nhà thi đấu có sức chứa 38.000 chỗ ngồi thành một sân vận động bóng đá 48.000 chỗ ngồi với chi phí từ hội đồng thành phố là 22 triệu bảng và từ Manchester City là 20 triệu bảng. Manchester City F.C. đồng ý cho thuê sân vận động từ Hội đồng Thành phố Manchester và chuyển đến đây từ Maine Road vào mùa hè năm 2003.
Sân vận động được xây dựng bởi Laing Construction với chi phí 112 triệu bảng Anh và được thiết kế và chế tạo bởi Arup, có thiết kế kết hợp cấu trúc mái dây văng được tách biệt với sân vận động chính và được treo hoàn toàn bởi 12 cột buồm bên ngoài và dây cáp kèm theo. Thiết kế sân vận động đã nhận được nhiều lời khen ngợi và nhiều giải thưởng, bao gồm giải thưởng từ Viện Kiến trúc Hoàng gia Anh vào năm 2004 cho công trình thiết kế toàn diện sáng tạo và một giải thưởng đặc biệt vào năm 2003 từ Viện Kỹ sư kết cấu cho thiết kế kết cấu độc đáo của sân.
Vào tháng 8 năm 2015, tầng ba có sức chứa 7.000 chỗ ngồi ở khán đài phía Nam đã được hoàn thành, kịp thời điểm bắt đầu mùa giải bóng đá 2015-16. Việc mở rộng được thiết kế để phù hợp với thiết kế mái che hiện có.

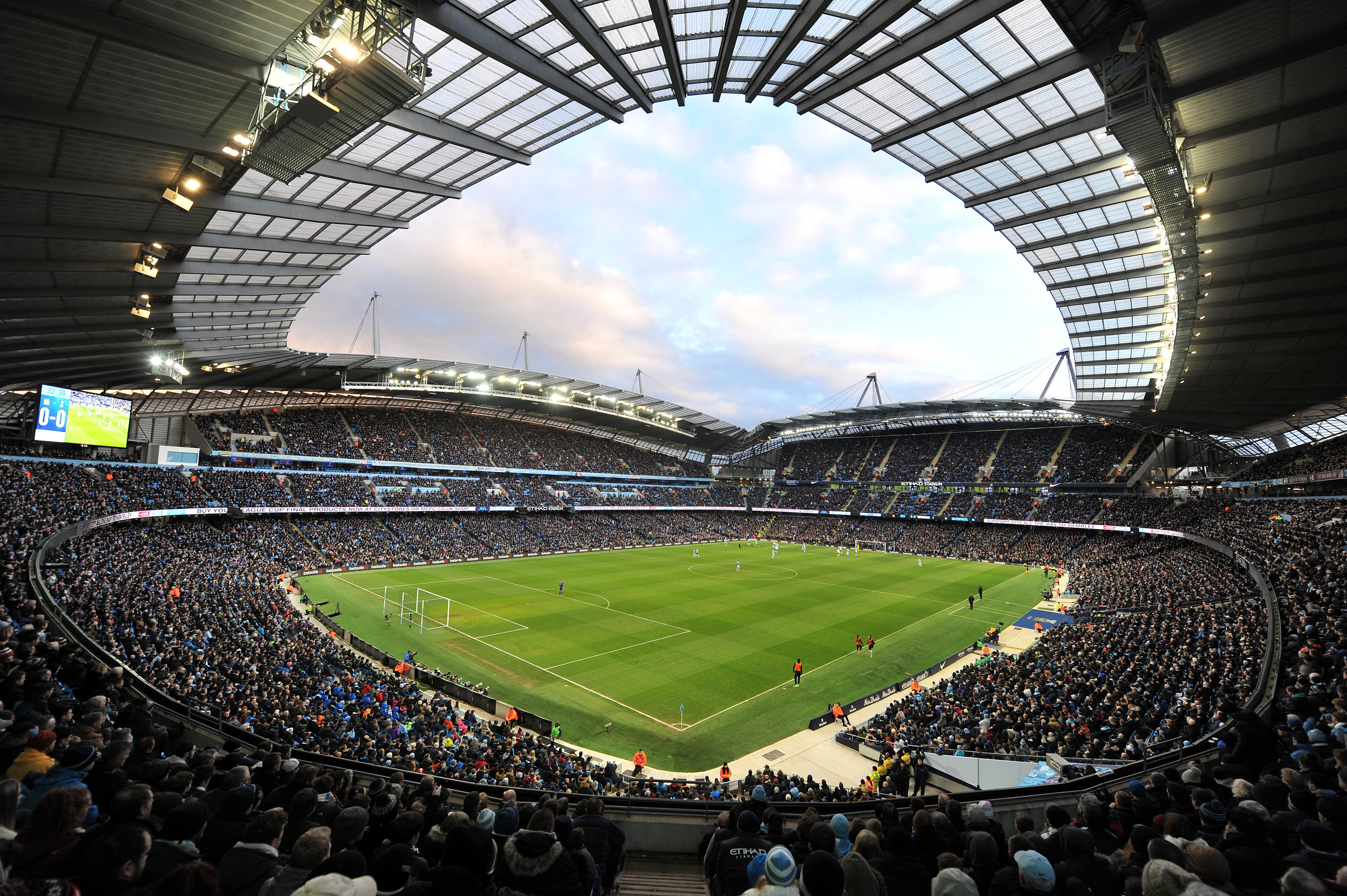
Sân vận động Thành phố Manchester vào tháng 2 năm 2016